# Liste der Kulturdenkmäler in Trier-West/Pallien
In der Liste der Kulturdenkmäler in Trier-West/Pallien sind alle Kulturdenkmäler des Ortsbezirks West/Pallien der rheinland-pfälzischen Stadt Trier aufgeführt. Grundlage ist die Denkmalliste des Landes Rheinland-Pfalz (Stand: 8. Januar 2024).

## Denkmalzonen
| Bezeichnung                            | Lage | Baujahr   | Beschreibung | Bild                           |
| -------------------------------------- | --- | --------- | --- | ------------------------------ |
| Denkmalzone Augustastraße              | Augustastraße 2–8 Lage | 1902–06   | drei Doppelwohnhäuser und eine Villa (Nr. 8), Putzbauten mit großen Zwerchgiebeln im Stil des malerischen Historismus in Vorgärten mit schmiedeeisernen Gitterzäunen, 1902–06 | weitere Bilder Fotos hochladen |
| Denkmalzone Gneisenaukaserne           | Gneisenaustraße 30, 31, 33–37, 37a, 38–40, 41/43, Eurener Straße 6/8, Trierweilerweg 13a–c, 13d–f, 49/49a/49b, 51/51a/51b Lage                                     | 1899/1900 | von ehemals 15 Gebäuden die meisten erhalten: sechs Mannschaftsgebäude, die beiden Exerzierhäuser, Kammer- und Küchengebäude, Eingangs- und Kommandogebäude und Offizierscasino: Putzbauten, Neurenaissancemotive, Mannschaftsunterkünfte mit Eckrisaliten, 1899/1900 | weitere Bilder Fotos hochladen |
| Denkmalzone Pallien                    | Palliener Straße 3–19 und 34–39 mit der Brücke über den Sirzenicher Bach, Mühlenweg 1–4, von der Bitburger Straße die Napoleonsbrücke, Bonner Straße 9–12, 25 Lage |           | Mit der geschlossenen Zeile kleiner Wohnhäuser, bewohnt von Tagelöhnern, die auf dem Hofgut, in den Sandgruben und den verschiedenen Mühlen entlang des Sirzenicher Bachs beschäftigt waren, gibt der südliche Teil der Palliener Straße ein anschauliches Bild der früheren Siedlung Pallien; zusammen mit dem anschließenden Bereich des Martinerhofes (siehe dort) und des Mühlenweges ein Komplex von dichter historischer Aussagekraft. | weitere Bilder Fotos hochladen |
| Denkmalzone Rosengarten am Drachenhaus | Stuckradweg Lage | 1933/34   | 1933/34 von Gartenbaudirektor Gottfried Rettig angelegter 8000 m² großer Rosengarten (mit Anlage des Rosengartens in Nells Ländchen (siehe dort) sukzessive Aufgabe als solcher seit 1956); vom Straßenniveau in zwei Stufen tiefer gelegtes, von Hecke eingefasstes Gelände mit halbhohen Toren (Schmiedeeisengitter zwischen Sandsteinpfeilern); auf der oberen Terrasse zwei barocke Götterfiguren (heute Kopien) in hohen Hainbuchennischen, nächste Stufe erschlossen von seitlichen Treppen; Laufbrunnen mit begleitenden Sitzbänken, hufeisenförmig angeordnet einzelne Heckentore; Laubengänge; Treppenstufen zum unteren Parterre; nördlich angrenzend Fichtenallee (Seufzerallee) | weitere Bilder Fotos hochladen |

## Einzeldenkmäler
| Bezeichnung                                     | Lage | Baujahr                              | Beschreibung | Bild                           |
| ----------------------------------------------- | --- | ------------------------------------ | --- | ------------------------------ |
| Wohnhaus                                        | Aachener Straße 6 Lage                                                                                                   | 1864                                 | stattlicher spätklassizistischer Krüppelwalmdachbau, 1864 | weitere Bilder Fotos hochladen |
| Schlachthof                                     | Aachener Straße 59 und 63 Lage                                                                                           | 1893/94                              | ehemaliger Städtischer Schlachthof, 1893/94, jetzt Europäische Kunstakademie Trier; Kühlhaus (1908 aufgestockt), zwei Schlachthallen, Verwaltungsgebäude (Nr. 63), Freibank (Nr. 59), Neurenaissancemotive | weitere Bilder Fotos hochladen |
| Wartungshalle                                   | Aachener Straße, neben Nr. 64 Lage                                                                                       | um 1871                              | kleiner Bau mit Tempelgiebel, der, mit einer Hebevorrichtung ausgestattet, ursprünglich der Wartung der Lokomotiven diente, zum ehemaligen Bahnhof der Eifelbahn gehörig, um 1871 | Fotos hochladen                |
| Priesterseminar Rudolfinum                      | Auf der Jüngt 1 Lage | 1929/30                              | schlossartige Dreiflügelanlage, dreigeschossige Walmdachbauten, 1929/30, Architekt Dombaumeister Julius Wirtz | weitere Bilder Fotos hochladen |
| Napoleonsbrücke                                 | Bitburger Straße Lage | 1804                                 | einbogige sandsteinquaderverkleidete Brücke, 1804, Architekt P. A. Gautarel (1945 gesprengt, 1948 in der alten Form wiederaufgebaut); landschaftsprägend | weitere Bilder Fotos hochladen |
| Wohnhaus                                        | Bonner Straße 10 Lage | 1767                                 | dreiachsiges barockes Handwerker- oder Tagelöhnerhaus, bezeichnet 1767, teilweise bauzeitliche Ausstattung | Fotos hochladen                |
| Weinberghäuschen                                | Bonner Straße, zu Nr. 25 Lage                                                                                            | 18. Jahrhundert                      | ehemaliges Weinberghäuschen; zum ehemaligen Weinberg gegenüber dem Martinerhof gehörig; zweigeschossiger Putzbau auf quadratischem Grundriss, 18. Jahrhundert | Fotos hochladen                |
| Wartehalle                                      | Bonner Straße 29 Lage | 1905                                 | ehemalige Wartehalle der Endstation der 1905 eröffneten Straßenbahnlinie nach Pallien; malerischer eingeschossiger Fachwerkbau, Architekt J. Reiter | Fotos hochladen                |
| Bildstock                                       | Bonner Straße, bei Nr. 33 Lage                                                                                           | ab 1721                              | Bildstock; aus drei Einzelteilen des 18. Jahrhunderts neu zusammengesetzt: Schaft bezeichnet 1721, Sockel nach 1739, das Flachrelief im Kopf aus anderem Zusammenhang stammend | Fotos hochladen                |
| Villa                                           | Bonner Straße 57 Lage | 1921/22                              | Fabrikantenvilla im Heimatstil, 1921/22, Architekt J. Steinlein | Fotos hochladen                |
| Elektrizitätswerk                               | Eurener Straße 33 Lage                                                                                                   | 1902–05                              | ehemalige städtische Elektrizitätswerke; Maschinenhalle: großzügig durchfensterter, sandsteingegliederter Klinkerbau mit triumphbogenartig gegliedertem Mittelteil, 1902–05; Verwaltungsgebäude [Foto]: rasterartige Putzfassade zwischen zwei Türmen, südseitig siebenachsiger Mansarddachanbau und eingeschossiges Pförtnerhäuschen, 1921/22, Architekt Julius Wirtz; Hochbunker, zuckerhutartiger Betonbau, 1940, Architekt Heinrich Otto Vogel | weitere Bilder Fotos hochladen |
| Villa                                           | Eurener Straße 59 Lage                                                                                                   | 1910                                 | ehemalige Direktorenvilla des Eisenbahnausbesserungswerks Trier; mehrteiliger Putzbau, Reformstil, 1910, Architekt E. Spiro | Fotos hochladen                |
| Hornkaserne                                     | Hornstraße 24 Lage | gegen 1891/92                        | Rest des Baubestandes der ehemaligen Hornkaserne; dreigeschossiger Backsteinbau mit Walmdach auf H-förmigem Grundriss, gegen 1891/92 | weitere Bilder Fotos hochladen |
| Weinkellerei                                    | Im Sabel 2 Lage | Ende des 19. Jahrhunderts            | ehemalige Weinkelleranlage; über tonnengewölbtem Keller Halle mit Rundbogenfenstern und Neurenaissance-Zwerchgiebel, Ende des 19. Jahrhunderts | weitere Bilder Fotos hochladen |
| Villa                                           | Im Sabel 4 Lage | 1886                                 | dreigeschossige Villa, klassizistischer Putzbau von einheitlichem Erscheinungsbild, 1886, Architekt J. Böhme, Turmanbau 1903, Architekt Peter Marx, 1920 grundlegender Umbau, Architekt K. Loris [im Bild die untere der beiden Villen] | Fotos hochladen                |
| Ehemalige Katholische Pfarrkirche Maria Königin | Im Sabel 18 Lage | 1957/58                              | hochaufragender Sandsteinquaderbau, 1957/58, Architekt Heinrich Otto Vogel, mit Fragmenten kriegszerstörter Trierer Bauten, Buntglasfenster 1959 von Jakob Schwarzkopf; Kampanile, 1961, terrassierter Kirchplatz. Umbau zu Wohnungen seit 2022. | weitere Bilder Fotos hochladen |
| Römische Grabkammer                             | Jahnstraße 32a Lage | zweite Hälfte des 3. Jahrhunderts    | ursprünglich zweigeschossiges, in den Hang gebautes Grabgebäude; tonnengewölbter Raum in der Art eines Triclinums, Wandmalereien, zweite Hälfte des 3. Jahrhunderts | BW                             |
| Kaiser-Wilhelm-Brücke                           | Kaiser-Wilhelm-Brücke Lage                                                                                               | 1912/13                              | siebenbogige sandsteinverkleidete Eisenbetonkonstruktion, 1912/13 | weitere Bilder Fotos hochladen |
| Villa                                           | Kockelsberger Weg 1 Lage                                                                                                 | 1920                                 | stattliche Villa, Walmdachbau in klassizierendem Heimatstil, 1920, Architekt E. Brand | weitere Bilder Fotos hochladen |
| Wohnhaus                                        | Kölner Straße 62 Lage | 1914                                 | sandsteingegliederter Klinkerbau, rückwärtig eingeschossiges ehemaliges Wirtschaftsgebäude, bauzeitliche Vorgarteneinfriedung, 1914 | Fotos hochladen                |
| Bahnhof Trier-West                              | Luxemburger Straße 2 Lage                                                                                                | um 1910                              | Empfangsgebäude des ehemaligen Westbahnhof; ein- und zweigeschossige Walmdachbauten in klassizierendem Heimatstil, um 1910 | weitere Bilder Fotos hochladen |
| Wohnhaus                                        | Luxemburger Straße 15 Lage                                                                                               | um 1870                              | zweieinhalbgeschossiger spätklassizistischer Walmdachbau, wohl um 1870, neubarocker Torbogen | Fotos hochladen                |
| Wohnhaus                                        | Luxemburger Straße 25 Lage                                                                                               | drittes Drittel des 19. Jahrhunderts | stattlicher dreigeschossiger spätklassizistischer Krüppelwalmdachbau, drittes Drittel des 19. Jahrhunderts | Fotos hochladen                |
| Villa                                           | Luxemburger Straße 29 Lage                                                                                               | 1899                                 | Halbvilla mit Treppenturm, Neurenaissance, 1899 | Fotos hochladen                |
| Villa                                           | Luxemburger Straße 31 Lage                                                                                               | 1900                                 | neugotische Reihenvilla mit Erkerturm, 1900, Architekt K. Walter | Fotos hochladen                |
| Industriegebäude                                | Luxemburger Straße 71 Lage                                                                                               | Anfang des 20. Jahrhunderts          | Industriebau der ehemaligen Eisengießerei August Feuerstein; Sandsteinquaderbau mit zinnenbewehrtem Giebel und sechsachsiger Halle, Anfang des 20. Jahrhunderts | Fotos hochladen                |
| Siedlung Magnerichstraße/Im Hospitalsfeld       | Magnerichstraße 1–11 (ungerade Nummern), 2–10 (gerade Nummern), Im Hospitalsfeld 2/4/6, 8 Lage                           | 1926–28                              | Gruppe von acht städtischen Wohnblocks, 1926–28; dreigeschossige Mansarddachbauten, teilweise Heimatstil; bauliche Gesamtanlage | weitere Bilder Fotos hochladen |
| Katholische Markuskapelle                       | Markusberg 29 Lage | 1902/03                              | neugotischer sandsteingegliederter Putzbau, 1902/03, bauzeitliche Ausstattung, Buntglasfenster und Tympanon 1957 von Reinhard Heß; landschaftsprägend | weitere Bilder Fotos hochladen |
| Lokschuppen                                     | Martinerfeld 2 Lage | um 1871                              | ehemaliger Lokschuppen; langgestreckter Rotsandsteinquaderbau mit Polonceaudach und turmartigen Eckpfeilern, um 1871 | Fotos hochladen                |
| Villa Margaretha                                | Martinerfeld 61 Lage | 1899/1900                            | stattliche Weinkellerei mit repräsentativer Villa, neugotische und Neurenaissancemotive, 1899/1900, Garten teilweise mit altem Baumbestand, Wandbrunnen | Fotos hochladen                |
| Wohnhaus                                        | Palliener Straße 18 Lage                                                                                                 | 1752                                 | Putzbau mit polygonalem Treppenturm, Eckbau des Martinerhofs, errichtet 1752, innen bauzeitliche Raumordnung, bauzeitliche Raumfassung mit gemaltem Sockel und kassettierten Feldern | weitere Bilder Fotos hochladen |
| Bildstock                                       | Palliener Straße, an Nr. 18 Lage                                                                                         | 1682                                 | Aufsatz eines Bildstocks; barockes Pietàrelief mit Magdalena und Johannes, bezeichnet 1682 | Fotos hochladen                |
| Martinerhof                                     | Palliener Straße 19 Lage                                                                                                 | 1752                                 | ehemaliger Zehnt- und Wirtschaftshof des Martinsklosters; langgestreckter, stumpfwinklig geknickter Krüppelwalmdachbau, 1752, wohl mit älteren Teilen; straßenbildprägend, im Innern des Kopfbaus Malerei des 19. Jahrhunderts | weitere Bilder Fotos hochladen |
| Katholische Kirche St. Simon und Juda           | Palliener Straße 23 Lage                                                                                                 | 1786                                 | barocker Saalbau mit Dachreiter und polygonalem Treppenturm, 1786, 1881 verlängert, bauzeitliche Ausstattung; an der Kirchenwand nachbarockes Grabkreuz C. Theisen († 1844), an der Terrassenkante Schaftkreuz bezeichnet 1748, 1843 (Renovierung) und 1881 (Translozierung) | weitere Bilder Fotos hochladen |
| Wohnhaus                                        | Palliener Straße 24 Lage                                                                                                 | 18. Jahrhundert                      | stattlicher siebenachsiger Mansarddachbau, im Kern wohl aus dem 18. Jahrhundert, Straßenfassade im 19. Jahrhundert überformt; ortsbildprägend | weitere Bilder Fotos hochladen |
| Wohnhaus                                        | Palliener Straße 25 Lage                                                                                                 | 1901                                 | Wohnhaus; neubarocker Mansarddachbau mit aufwändig dekorierter Fassade, 1901 | Fotos hochladen                |
| Trafohaus                                       | Palliener Straße 26a Lage                                                                                                | 1930er Jahre                         | Trafohaus mit Wohngeschoss; kleiner sandsteingegliederter Putzbau, 1930er Jahre | BW                             |
| Römerbrücke                                     | Römerbrücke Lage | 154-157                              | Steinpfeilerbrücke, Dendro-Datierung 154–157, Einwölbung 1343 und 1719 | Fotos hochladen                |
| Gartenhaus                                      | Römerstraße, zu Nr. 49 Lage                                                                                              | 18. Jahrhundert                      | ehemaliges Gartenhaus (?); kleiner Putzbau mit dreiseitigem Abschluss, 18. Jahrhundert | Fotos hochladen                |
| Villa Reverchon                                 | Römerstraße 100 Lage | 1909–12                              | in großem Park mit terrassiertem Garten gelegene mehrteilige, zu den bedeutendsten Villen der Stadt zählende Anlage, klassizistische Jugendstilbauten, wandfeste Ausstattung, 1909–12, Architekt Rudolf Tillesen, Mannheim (Ausführung durch Peter Marx); stadt- und landschaftsbildprägend | weitere Bilder Fotos hochladen |
| Hochschulgebäude                                | Schneidershof 1 Lage | 1938/39                              | ehemals Hochschule für Lehrerausbildung, jetzt Gebäude J, K, L, O, T und Kindertagesstätte der Hochschule Trier; vier einheitlich gestaltete blockartige Walmdachbauten, verbunden durch eingeschossige Gänge, langgestreckte Turnhalle und ehemalige Direktorenvilla, eine als Sportplatz angelegte Freifläche begrenzend, 1938/39 | weitere Bilder Fotos hochladen |
| Drachenhaus                                     | Stuckradweg 5 Lage | 1829                                 | neunachsiger klassizistischer Walmdachbau, Seitenrisalite mit Thermenfenstern, 1829; die beiden Zinkdrachen an den vorderen Dachkanten um 1870 hierher versetzt; zwei eingeschossige Wirtschaftsgebäude; hofseitig reliefierte Takenplatten aus Quint, 17. bis 19. Jahrhundert | weitere Bilder Fotos hochladen |
| Kurfürst-Balduin-Schule                         | Trierweilerweg 12a Lage                                                                                                  | 1925–31                              | 1925–31 für den Stadtteil Trier-West errichtet; zuerst der Turnhallenflügel, der bis 1934 auch ein Kapellengeschoss hatte, mit Wohnungen für Pfarrer und Schuldiener, errichtet, dann der rechtwinklig anschließende langgestreckte Trakt mit 21 Klassenzimmern, Putzbau mit expressionistischen Stilmerkmalen, bei der Sanierung 2001/02 nach Befund in den kräftigen Farben seiner Entstehungszeit wiederhergestellt                             | Fotos hochladen                |
| Maria-Hilf-Kapelle                              | am Hang unterhalb der Mariensäule, westlich des Westfriedhofs Lage                                                       | 1868–84                              | Katholische Maria-Hilf-Kapelle; kleine neugotische Kapelle, 1868, Architekt Claus Arendt, Luxemburg; Stationsweg der Sieben Schmerzen Mariae, neugotische Bildstöcke, Tonreliefs mit nazarenischem Duktus, 1870–84 | Fotos hochladen                |
| Mariensäule                                     | an der Hangkante des Markusberges unweit der Straße zum Stadtteil Markusberg Lage                                        | 1859–66                              | aufgesockelter Turm, auf der balustergesäumten Aussichtsplattform über achteckigem Sockel Marienstatue, 1859–66, Entwurf Architekten Ch. W. Schmidt und J. P. Schmidt, Maria Immaculata nach Skizzen von G. Renn, Speyer; landschaftsprägend | weitere Bilder Fotos hochladen |
| Gutshof Kockelsberg                             | nördlich von Pallien im Wald Lage                                                                                        | 1798                                 | zwei Flügel der ehemaligen Dreiseitanlage, Wohnhaus bezeichnet 1798 | weitere Bilder Fotos hochladen |
| Schusterskreuz                                  | im Trierer Stadtwald, westlich des Stubenbergs, südlich der A 64, beim Zusammentreffen zahlreicher Waldwege gelegen Lage | 1745                                 | Schaftkreuz auf altarartigem Sockel, Muschelnische mit nahezu vollplastischer Pietà, bezeichnet 1745 | weitere Bilder Fotos hochladen |
| Sievenicher Hof                                 | im Westen des Stadtgebietes, in offener Landschaft am Weg Richtung Aach gelegen Lage                                     | spätes 18. Jahrhundert               | Gruppe von Wirtschafts- und Wohnbauten; älteres Wohnhaus aus dem späten 18. Jahrhundert, um Wirtschaftstrakt erweitert und unter einem Dach zusammengefasst; jüngeres Wohnhaus mit einseitigem Krüppelwalmdach, 19. Jahrhundert; Verwalterhaus, eingeschossiger historistischer Krüppelwalmdachbau, bezeichnet 1900, Architekt A. J. Mayer, mit Ausstattung; Kuhstall 1905, ebenfalls von Mayer, unverändert erhalten                              | weitere Bilder Fotos hochladen |
| Kurhaus Kockelsberg                             | nördlich von Pallien auf dem Kockelsberg Lage                                                                            | 1890/91, 1924                        | burgartiger, verschachtelter Bau um viergeschossigen Turm mit vier Wachhäuschen 1890/91, Architekt K. Th. Schmitt, Frankfurt/M. (Ausführung durch Eberhard Lamberty), 1924 erweitert; landschaftsprägend | weitere Bilder Fotos hochladen |
| Villa Weißhaus                                  | nördlich von Pallien an der Hangkante oberhalb der Mosel Lage                                                            | 1823                                 | Landhaus; dreigeschossiger klassizistischer Walmdachbau, 1823; zugehörig Orangerie von 1863, Reste des gusseisernen Gartenzauns, Laufbrunnen, schmiedeeisernes Tor, Obelisk bezeichnet 1879 | weitere Bilder Fotos hochladen |
| Heiligenhäuschen                                | westlich von Markusberg Lage                                                                                             | Mitte des 19. Jahrhunderts           | Heiligenhäuschen; in der Nische Pietà, wohl aus der Mitte des 19. Jahrhunderts | Fotos hochladen                |

## Ehemalige Kulturdenkmäler
| Bezeichnung                | Lage                      | Baujahr | Beschreibung | Bild                           |
| -------------------------- | ------------------------- | ------- | --- | ------------------------------ |
| Eisenbahnausbesserungswerk | Eurener Straße 55–57 Lage | 1908–12 | ehemaliges Eisenbahnausbesserungswerk Trier; 1908–12, Architekt E. Spiro; Gesamtanlage mit langgestreckter mehrschiffiger Lokrichthalle, Torbau mit zwei flankierenden Wohn- und Verwaltungsbauten, Direktorenvilla (Nr. 59); Speyerkreuz am Zugang der Straße, Sockelkreuz mit metallenem Korpus, bezeichnet 1820; aus Denkmalliste gelöscht und bis auf die Außenmauern abgebrochen | weitere Bilder Fotos hochladen |